# Villino Rattazzi

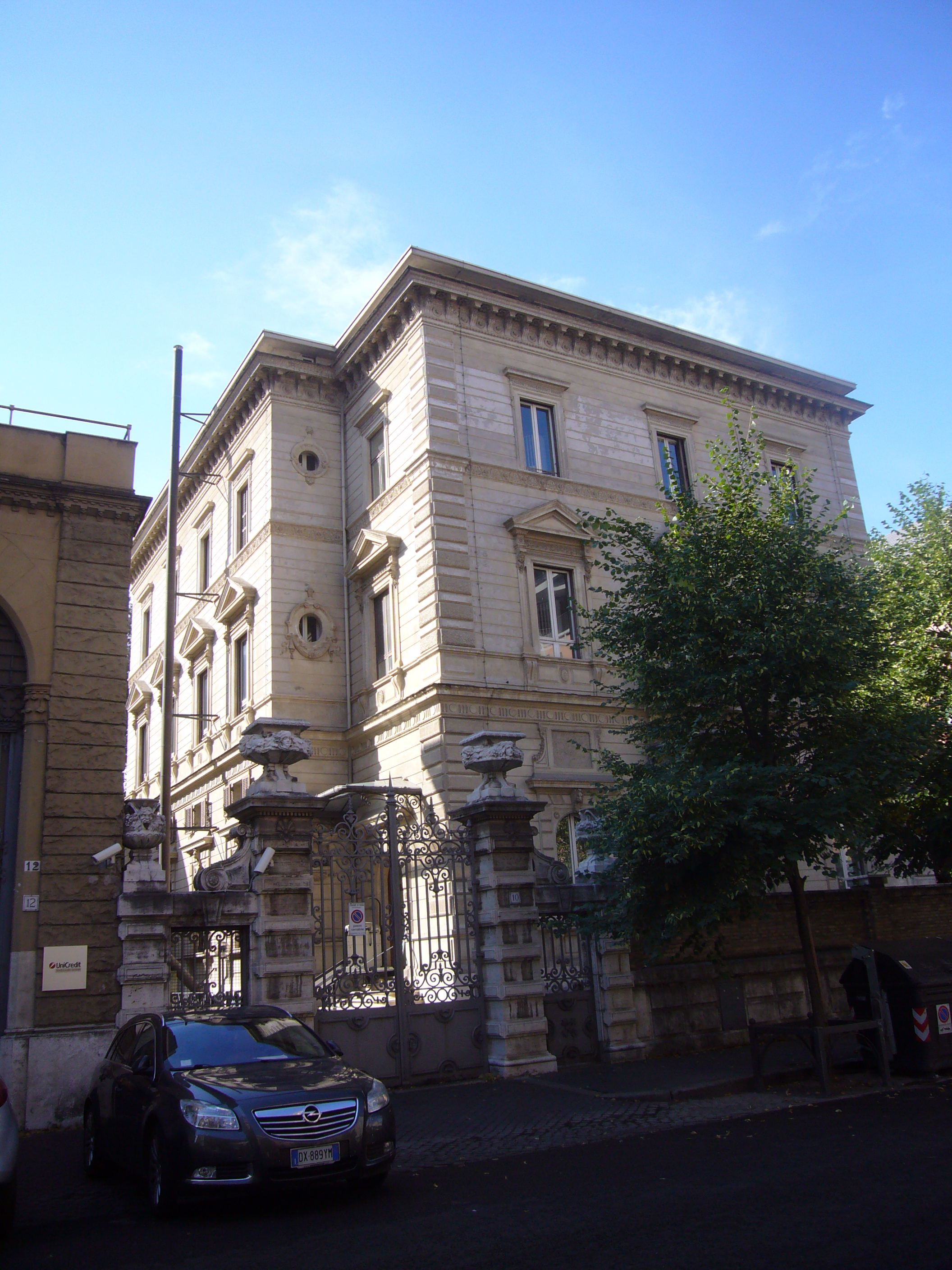
Vista do palacete.

Villino Rattazzi é um palacete eclético localizado na altura do número 12 da Via Boncompagni, no rione Sallustiano de Roma, ao lado do Villino Pignatelli. 

## História
Este palacete foi construído por volta de 1900 com base num projeto do arquiteto Giulio Podesti para a família Rattazzi, cujo membro mais famoso foi Urbano Rattazzi, o terceiro presidente do Conselho de Ministros do Reino da Itália.
O edifício se apresenta como um paralelepípedo recuado em relação à rua com três pisos além de um piso subsolo. A estrutura principal é precedida por um curto corpo avançado, muito discreto, mas suficiente para conferir um senso de verticalidade à fachada, ao centro da qual se abre o portal monumental, com arco redondo e encimado por um dossel de ferro e vidro. Na fachada posterior está um corpo avançado em formato trapezoidal de frente para o jardim (que, atualmente, é um quase todo ocupado por estacionamento). Era parte da chamada Hetra, um conjunto de 4 villinos que compartilhavam de um mesmo jardim. 
Estilisticamente, Giulio Podesti se inspirou num sóbrio classicismo (rusticação nos cantos, cornijas marcapiano, janelas com tímpano no piso nobre) no qual ele incluiu elementos arquitetônicos de inspiração rococó (janelas ovais com uma rica decoração em festões, hoje destruída), o que resulta, no todo, num claro estilo eclético. O ecletismo também se revela na rica decoração dos batentes (oito no total) dos dois portões de entrada na Via Boncompagni, decorados com vasos, mascarões e volutas.